# Portal de Tamarit
El Portal de Tamarit és una obra de Tortosa (Baix Ebre) protegida com a bé cultural d'interès local.

## Descripció
Antic portal de la muralla medieval. Es troba en els baixos del Palau Montagut, ocupat ara per la Comunitat de Regants. Es conserven dues arcades de pedra i una finestra enreixada en el mur que comunica una de les modernes portes de l'edifici al carrer de Santa Anna amb el mateix portal. Aquest es troba al mig de l'edifici i les dependències que el comuniquen amb l'esmentat carrer i l'Avinguda Felip Pedrell, i són molt restaurades en els murs i amb sostre fet de nou. Aquest portal, paral·lel als dos carrers, és adovellat de mig punt, amb muntants també de pedra i un arc escarser de reforç adossat a la banda interior. Formant un angle recte amb ell es troba una altra arcada, amb més llum però menys reforçada, també de mig punt que arriba fins a terra, i que dona pas a un gran pati posterior a l'edifici, totalment descobert.
L'esmentada finestra, per la seva banda, és allindada i de carreus de pedra. Interessen els batents, de fusta, possiblement del segle xix, i especialment la reixa, que forma una quadrícula de barres de ferro i que presenta en els extrems superiors dues barres amb cos de serp i cap de monstre, i en els inferiors dos poms també sobresortits. El ferro es troba molt deteriorat per la humitat.
Aquest portal s'utilitzava com a sortida al riu de tota la zona dels voltants de la catedral, possiblement ja des del segle xii. Donava directament al riu, ja que aleshores no existia l'Avinguda Felip Pedrell.
Durant el temps de la construcció de la catedral gòtica, i possiblement de la romànica també, per ell s'entraven les pedres que Ebre avall eren transportades fins a Tortosa, destinades a l'obra de la seu. Aleshores s'esmenta ja la "porta de Tamarit". Són molt freqüents les al·lusions que a ella fan els llibres de l'obra de la seu dels segles xiv i xv.